# BMW M5
BMW M5 este un automobil sportiv de lux, fabricat în Germania. Debutul său în gama BMW a avut loc în anul 1985, la ora actuală, aflându-se la cea de-a 6-a generație. Rolul său în gama BMW, este acela al modelului de vârf al seriei 5, de la care preia platforma tehnică și designul. BMW M5 este cel mai rapid sedan din lume (pe Nürburgring), titlul fiind obținut din 2005, când se spune că a învins un Bugatti Veyron într-o cursă neoficială.
Inițial BMW-ul M5 era complet proiectat și construit la BMW M GmbH. De la introducerea seriei E39 al modelului BMW 5, din anul 1998 numai motoarele proiectate și construite la BMW M GmbH sunt livrate la banda de montaj, al uzinei BMW AG.
Ca predecesor al modelului BMW M5, s-ar putea considera BMW-ul 520i al seriei E12 și E28. BMW-ul M535i (E12/1S) a fost primul sedan sportiv proiectat de BMW M GmbH. M5 era antrenat de un motor cu șase cilindri în linie cu 218 CP la o capacitate de 3,5 litri. Modelul proiectat era în principal prevăzut pentru utilizarea la raliuri. De asemenea și pe baza seriei E28 se construise din nou un M520i.
În paralel, între anii 1985 și 1987 era creat un motor cu 4,5 litri pentru benzină fără plumb cu catalizator, a cărui putere era redusă la 218 CP.

## Modele

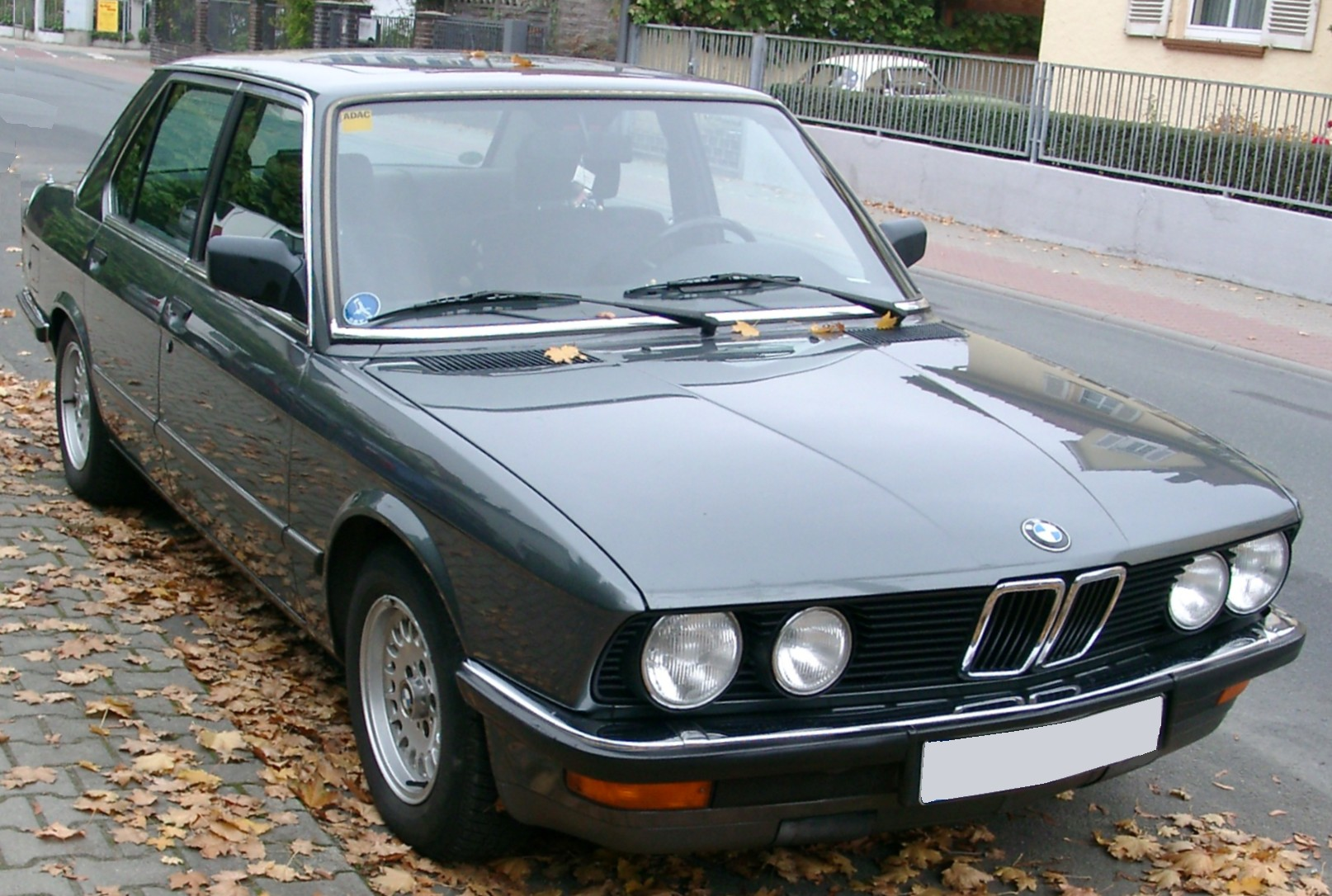
BMW M5 (E28S)

### BMW M5 (E28S)
În anul 1985, BMW M5 (E28S) era pentru prima dată prezentat, și încă doi ani construit la BMW M GmbH. La exterior automobilul era un sedan BMW 5 fără modificări. Diferența era motorul cu șase cilindrii în linie, patru supape la cilindru, cilindreea de 3,5 litri cu o putere de 286 CP. Acest motor, era motorul lui BMW M1, cu care 5-ul ajungea o viteză de 100 km/h în numai 6,1 s. Viteza maximă era de 251 km/h. Primul M5 avea ca și toți succesorii săi, antrenarea pe roțile din spate și era echipat cu o cutie de schimbare manuală, de 5+1 viteze. Primele automobile fabricate în anul 1985, cu echipamentul de bază, erau vândute la prețul de 81.000 DM. 

### BMW M5 (E34S; E34/5S)
BMW-ul M5 al seriei E34, era construit în două variante. După introducerea seriei E34 în ianuarie 1988, M5 era construit ca sedan, cu un motor de 3,6 litri cu cilindrii în linie și 315 CP. În anul 1992, M5 a fost din nou prelucrat. Motorul este mărit la 3,8 litri, astfel el realizează 340 CP. Cu ocazia noilor prelucrări la M5 (E34) sa construit o serie mică de automobile cu caroseria tip break, numită „M5 Touring”. O trăsătură caracteristică a sedanului era opțiunea cu 4 locuri. 

#### Date tehnice
BMW M5 (E34S) construit între anii 1988 – 1991:
- Cod motor: S38B36
- Cilindree: 3535 cm³
- Putere maximă kW (CP) la rpm.: 232 (315) / 6900
- Cuplu maxim, Nm la rpm.: 360 / 4750
- Accelerare de la 0 la 100 km/h: 6,3 secunde
- Viteza maximă: 250 km/h (limitată)

BMW M5 (E34S; E34/5S) construit între anii 1992 – 1995:
- Cod motor: S38B38
- Cilindree: 3795 cm³
- Putere maximă kW (PS) bei 1/min.: 250 (340) / 6900
- Cuplu maxim, Nm la rpm.: 400 / 4750
- Accelerare de la 0 la 100 km/h: 5,9 secunde
- Viteza maximă: 250 km/h (limitată)

### BMW M5 (E39S)

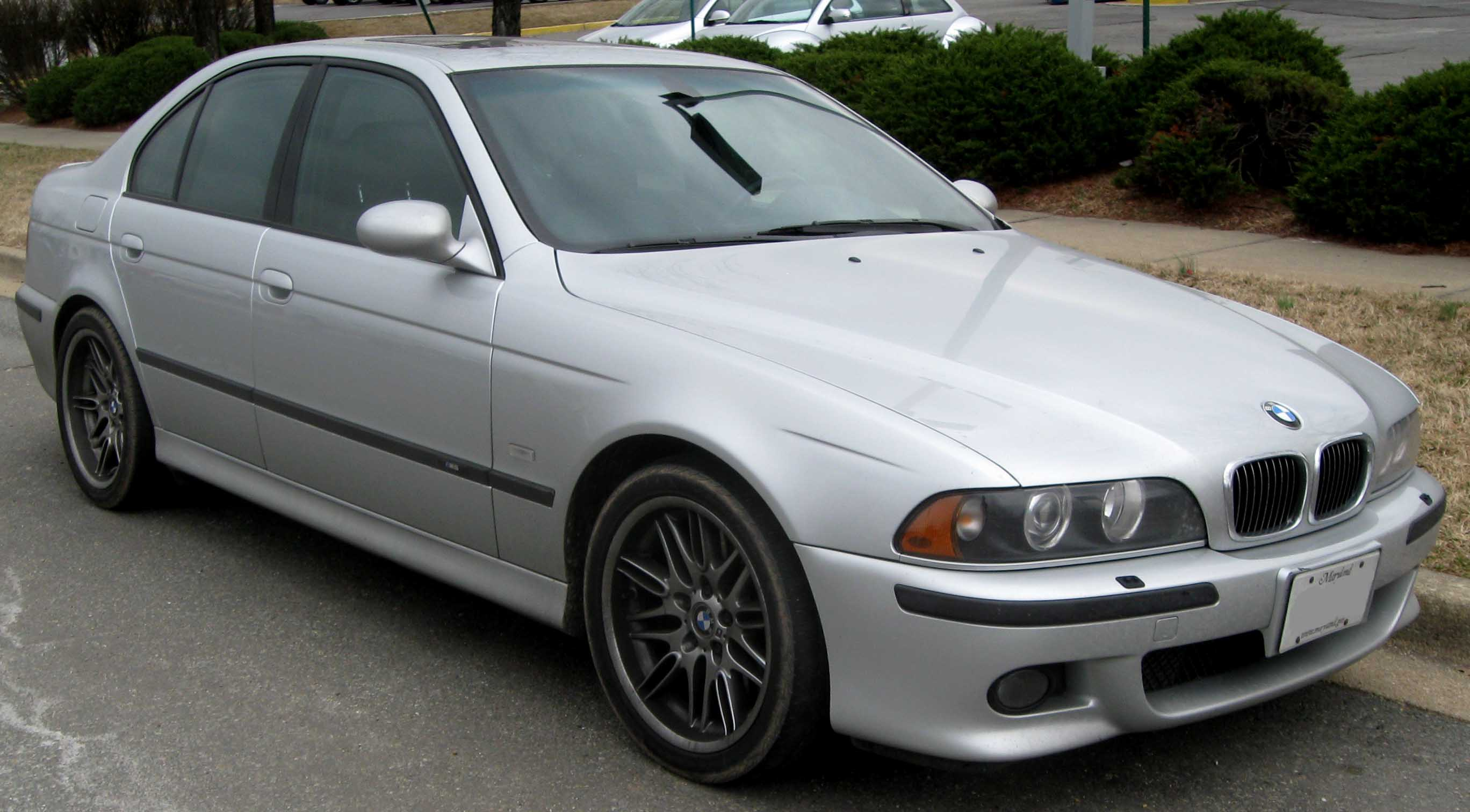
BMW M5 (E39S)

Odată cu prezentarea BMW-ului M5 seria E39 în anul 1998, a fost dezvoltat motorul de 5,0 litri V8 cu 400 CP (294 kW).
Spre deosebire de predecesorul său, E39S a fost construit doar ca sedan. O versiune de break a fost construită doar ca un prototip.
BMW-ul M5 E39 este antrenat de un motor complet nou, un V8 cu arbore cu came cu tehnologia Vanos (VVT „variable valve timing”) și cutia de viteze cu schimbare manuală, cu 6 viteze.

#### Date tehnice
BMW M5 (E39S) construit între anii 1998 – 2003:
- Cod motor: S62B50
- Cilindree: 4941 cm³
- Cilindrii: 8 în „V”, 32 supape
- Putere maximă kW (CP) la rpm.: 294 (400) / 6600
- Cuplu maxim, Nm la rpm.: 500 / 3800
- Accelerare de la 0 la 100 km/h: 5,3 secunde
- Viteza maximă: 250 km/h (limitată, fără limitare: 298 km/h)
- Consumul de benzină: 13,9 l „Super Plus”
- Greutate: 1.795 kg (4,4875 kg pro CP)

### BMW M5 (E60; E61)

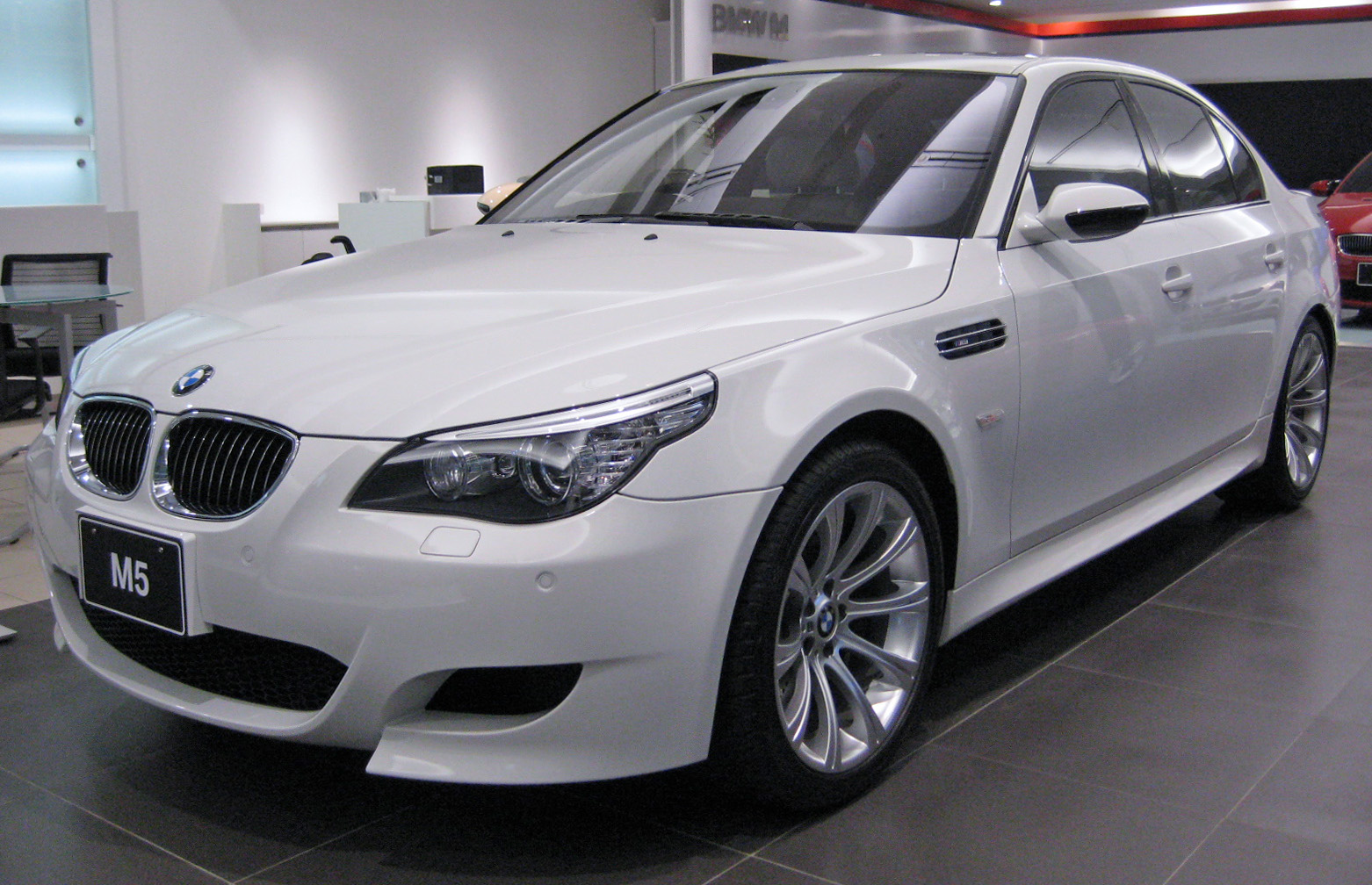
BMW M5 (E60)

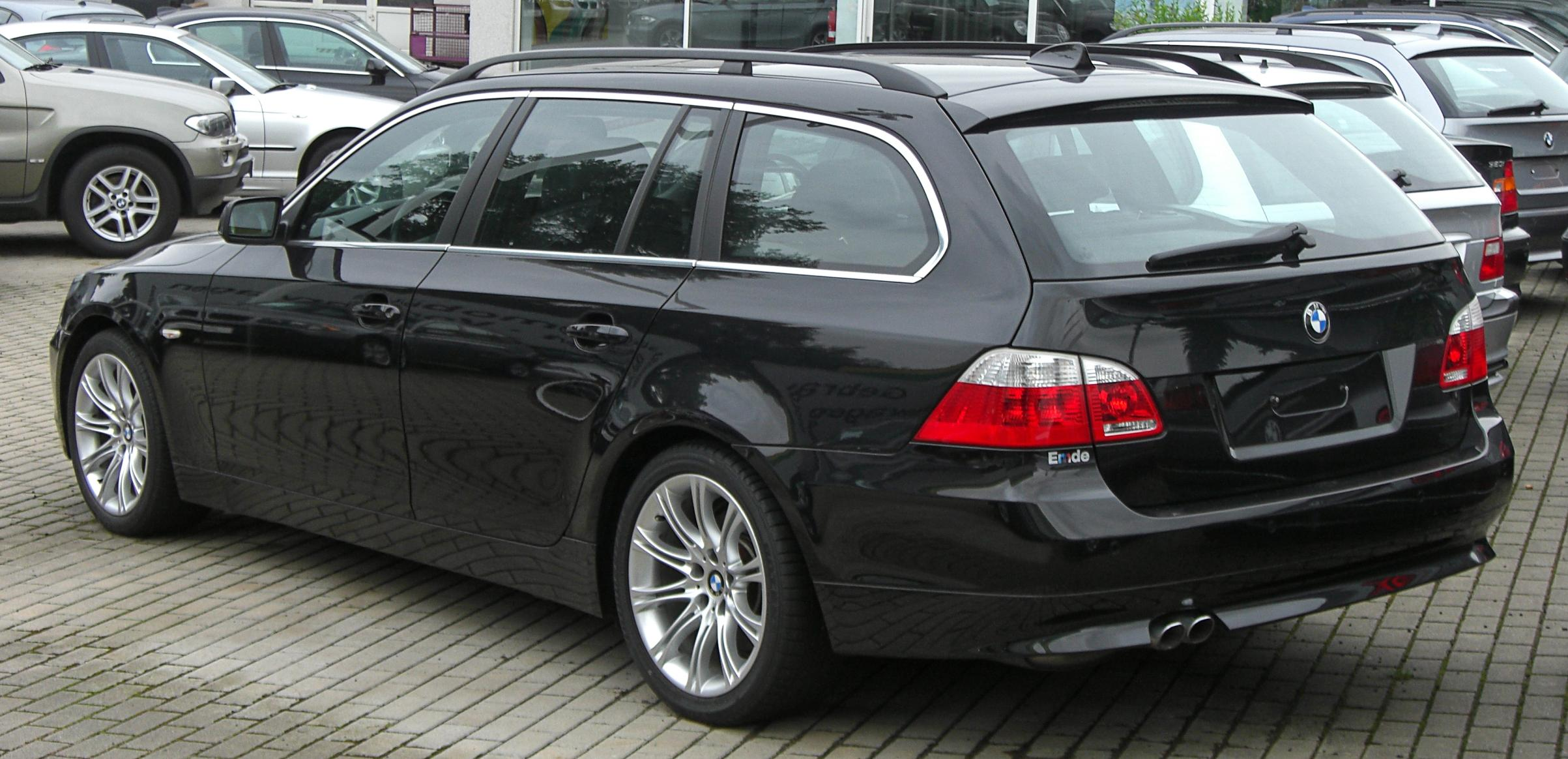
BMW M5 (E61), 2004 - 2007

Actualul M5 E60 a apărut cu un motor nou V10, de mare turație, cu o putere de 373 kw, (507 CP). 
M5-ul are o cutie de viteze semiautomată cu 7 viteze și poate să ajungă la 200 km/h în doar 13,9 secunde.
Fără dotări suplimentare M5-ul costă cca 93.500 € (3 / 2008), cu caroserie Break 96.000 € (3 / 2008). 

#### Date tehnice
BMW M5 (E60) construit din anul 2005, și BMW M5 (E61) Break construit din anul 2007:
- Cod motor: S85B50
- Cilindree: 4999 cm³
- Cilindrii: 10 în „V”, 40 supape
- Putere maximă kW (CP) la rpm.: 373 (507) / 7750
- Cuplu maxim, Nm la rpm.: 520 / 6100
- Accelerare de la 0 la 100 km/h: 4,7 secunde
- Viteza maximă: 250 km/h (limitată)
- Consumul de benzină: 14,8 l „Super Plus”
- Greutate: pînă 1.735 kg

### F90

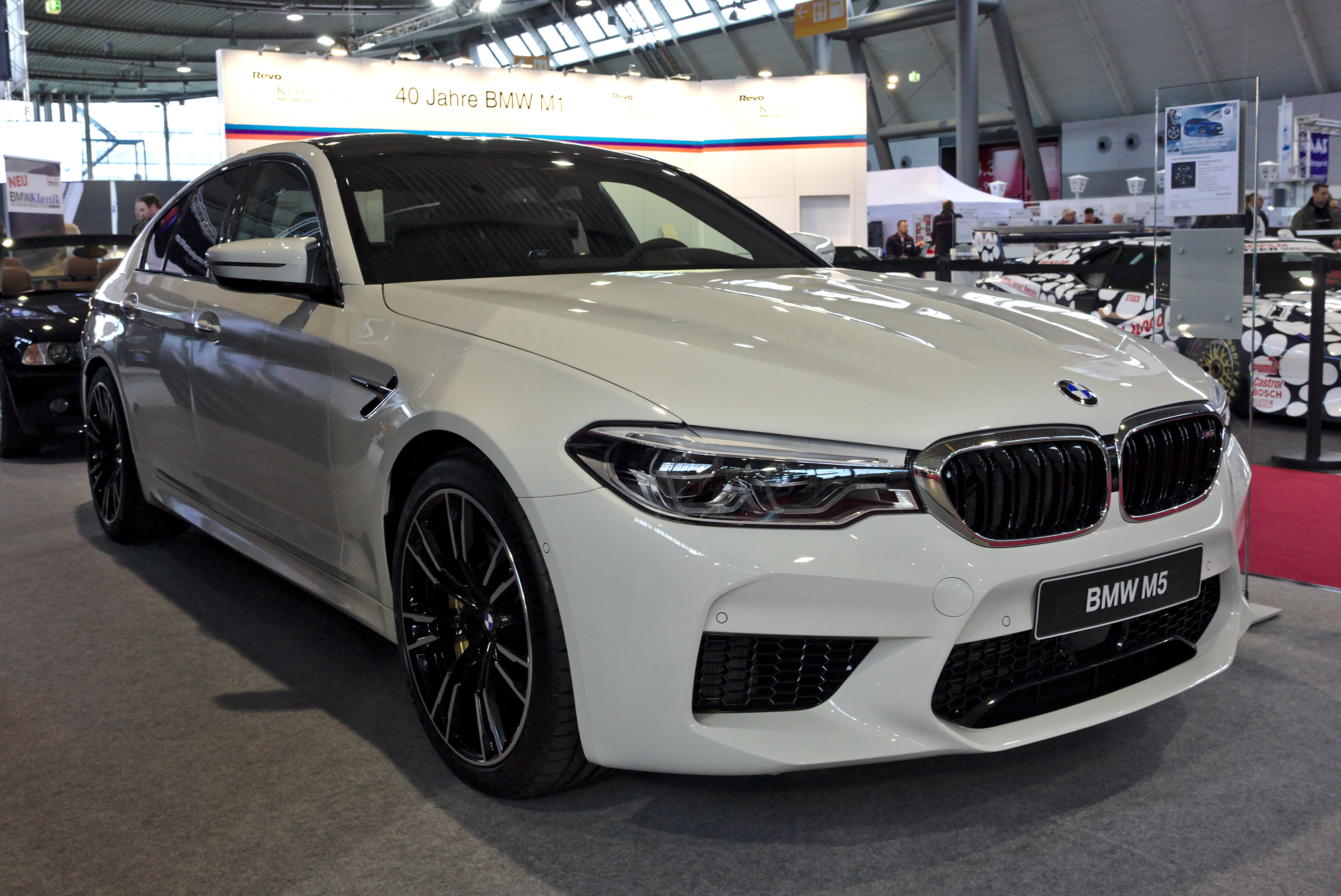
F90

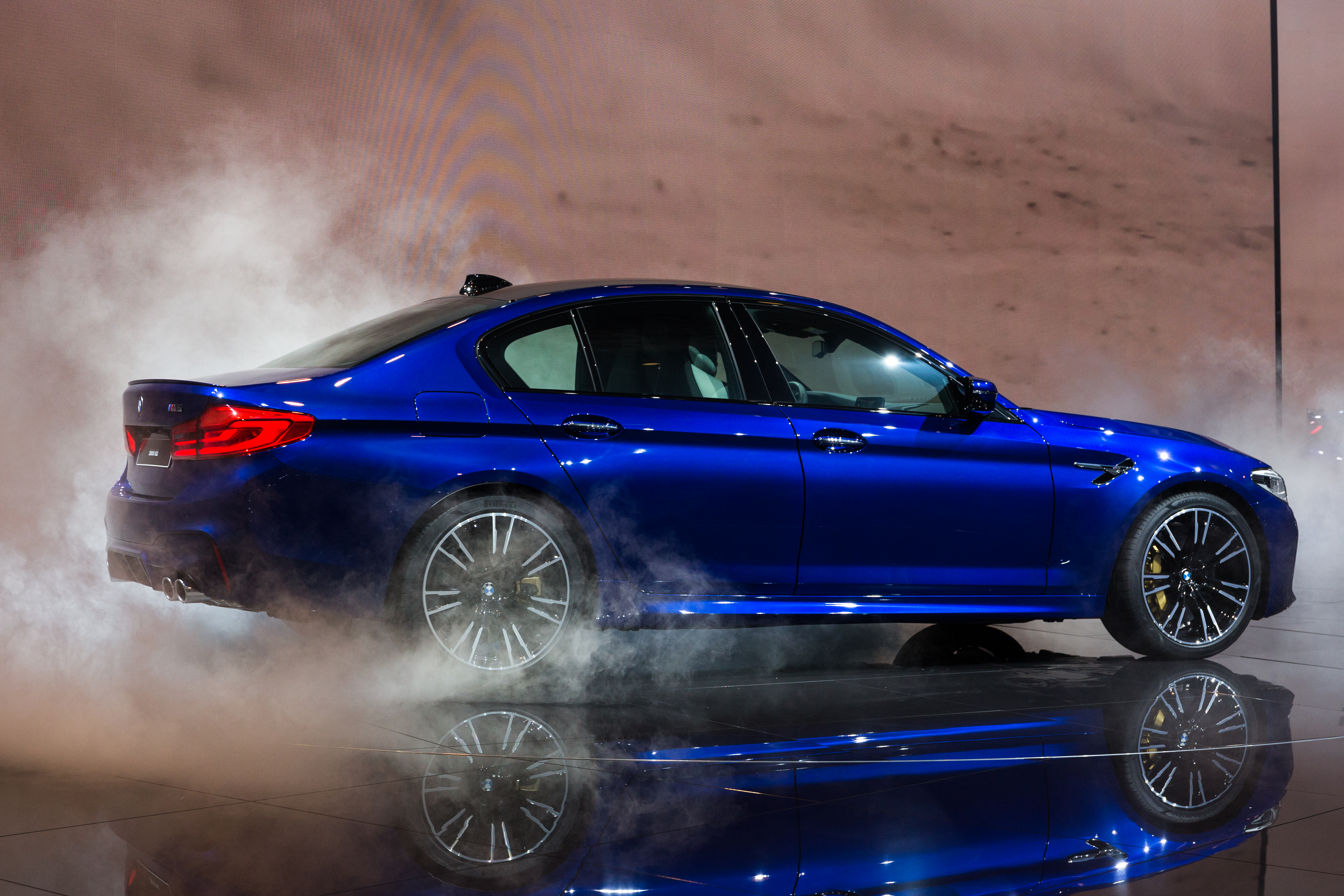
F90